# پالتو

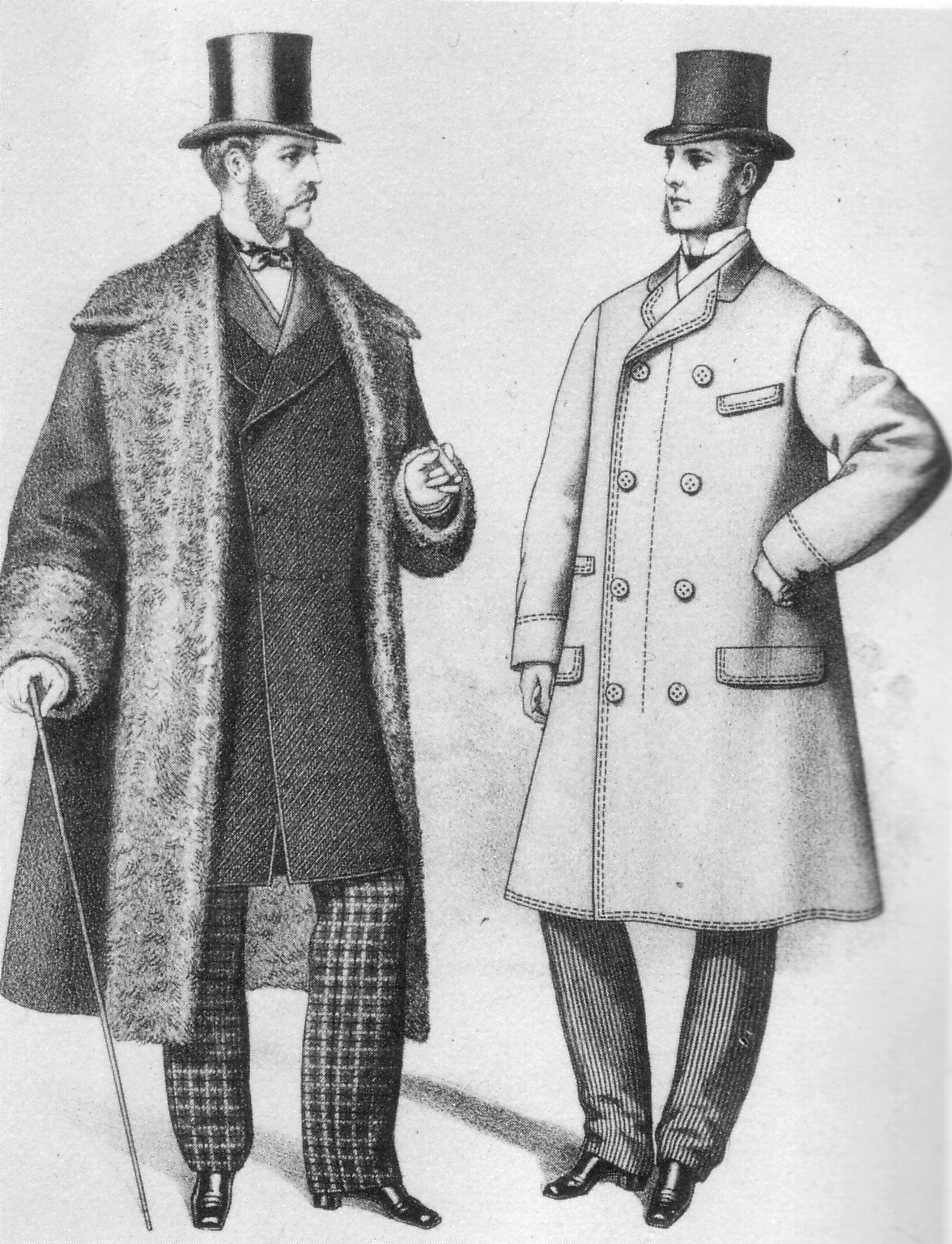
پالتو

پالتو یا اورکت (به انگلیسی: Overcoat) یک نوع کت بلند است که به عنوان بیرونی‌ترین لباس پوشیده می‌شود.
پالتوها معمولاً تا پایین زانو ادامه دارند.

پالتو از پارچه ضخیم یا پشم تهیه می‌شود چرا که در زمستان برای گرم نگه داشتن بدن پوشیده می‌شود.